# The Two Paths
The Two Paths è un cortometraggio muto del 1911 diretto da David W. Griffith.

## Trama
Due sartine, Florence e Nellie, hanno un destino completamente diverso: la prima si lascia irretire dalla vita facile diventando una donna perduta che finirà la sua vita  nello squallore di un tugurio; la seconda rifiuta la tentazione, sposa un brav'uomo e il matrimonio viene benedetto dalla nascita di tre bambini.

## Produzione
Prodotto dalla Biograph Company, il film fu girato a Fort Lee, nel New Jersey.

## Distribuzione
Distribuito dalla General Film Company, il film - un cortometraggio in una bobina - uscì nelle sale il 2 gennaio 1911. Copia del film viene conservata negli archivi del Museum of Modern Art.